# گایونگکی-کولونگا
گایونگکی-کولونگا (به لهستانی:  Gajewniki-Kolonia) یک روستا در لهستان است که در گمینا زدونگسکا وولا واقع شده‌است. گایونگکی-کولونگا ۱۶۰ نفر جمعیت دارد.